# Mullaitivu
Mullaitivu es un pequeño pueblo en la costa noreste de Sri Lanka. Es la capital del distrito de Mullaitivu en la provincia Norte del país. A principios del siglo XX creció como puerto de anclaje de los pequeños veleros de transporte de mercancías entre Colombo y Jaffna, siendo hoy un importante establecimiento pesquero.
La ciudad era controlada por los tigres tamiles, y se había transformado en su base de operaciones. Por esta razón se desarrollaron varias batallas desde 1983, cuando comenzó la Guerra Civil de Sri Lanka contra los tigres. El tsunami producido por el terremoto del Océano Índico de 2004 dañó seriamente la ciudad, causando la pérdida de muchas vidas.
Las Fuerzas Armadas de Sri Lanka recapturaron la ciudad el 25 de enero de 2009 en la Batalla de Mullaitivu, en un intento para dar el golpe final y acabar con la organización tamil.